# Salomon (Schiff)
Die Salomon war das erste Traditions-Hochseeschiff unter Schweizer Flagge. Der Dreimast-Topsegelschoner mit 47 m Länge über alles und 147 BRT verfügt zusätzlich über einen Dieselantrieb mit 500 PS. Seit 2018 fährt das Schiff unter dem Namen Buona Onda.

## Geschichte
Das Schiff wurde 1910 als Luchtstraal für die Loggerfischerei gebaut. 2008 wurde das Schiff unter dem Namen Salomon mit Heimathafen Basel in der Schweiz eingeflaggt. Besitzer war das Jugendheim «Sternen» in Erlenbach im Simmental, welches das Schiff ab dem Jahr 2013 an die «Stiftung Jugendschiffe Schweiz» in Rafz vermietete. Diese nutzte es zur Arbeit mit verhaltensauffälligen Jugendlichen. Aufgrund von behördlicher Kritik hinsichtlich Betreiber- und Sicherheitskonzept wurde der Stiftung 2014 mitgeteilt, dass die Bewilligung des Jugendamtes für den weiteren Betrieb als Heim ab Mitte 2016 nicht mehr verlängert werden würde. Im Oktober 2015 übernahm die Stiftung das Schiff als alleiniger Eigner.
Nach Überarbeitung des pädagogischen sowie des Sicherheitskonzepts bemängelt das Amt im November 2015 noch das Problem der Aufsicht des Betriebes durch die Schweizer Behörden. Erst mit Lösung dieser Frage kann der Heimbetrieb weiter bewilligt werden. Ende Juli lief die Bewilligung des Kantons Bern aus. Die Stiftung hat einen Bewilligungsantrag beim Kanton Zürich eingereicht, dieser ist in Bearbeitung. Um das Jugendschiff auch in der Zwischenzeit weiter betreiben zu können, ist die Verantwortung für die Betreuung der Jugendlichen temporär von der deutschen Institution «Haus Wildfang» übernommen worden.
Am 15. November 2017 haben die letzten betreuten Jugendlichen das Segelschiff Salomon verlassen und sind in pädagogische Anschlussprojekte gekommen. Das Projekt der Stiftung Jugendschiffe Schweiz und der Haus Wildfang GmbH wurde beendet, da das Geld für nötige Sanierungen am Schiff fehlte.
Im Jahr 2018 wurde das Schiff verkauft und in Buona Onda umbenannt und nach Panama ausgeflaggt. Ihr Verbleib ist unklar.
| Jahr | Schiffsname     | Heimathafen |
| ---- | --------------- | ----------- |
| 1910 | Luchtstraal     | Holland     |
| 1918 | Tertius         | Rotterdam   |
| 1923 | Jan             | Groningen   |
| 1927 | Greta           | Hamburg     |
| 1938 | Heinz Helmut    | Hamburg     |
| 1956 | Lotte Nagel     | Krautsand   |
| 1964 | Ursel Beate     | Stade       |
| 1971 | Ursel Beate     | Hamburg     |
| 1979 | Bartele Rensink | Enkhuizen   |
| 1997 | Bartele Rensink | Rostock     |
| 2001 | Salomon         | Gibraltar   |
| 2008 | Salomon         | Basel       |
| 2018 | Buona Onda      | Panama      |